# Лудвиг Болцман
Лудвиг Болцман (на немски: Ludwig Eduard Boltzmann) е австрийски физик, смятан за основоположник на статистическата механика. Той е и един от видните поддръжници на атомната теория, от времето, когато тази теория не е била широко приета от съвременниците му.

## Биография

### Детство и образование
Роден е на 20 февруари 1844 г. във Виена. Градът по това време е столица на Австрийската империя. Семейството на баща му идва от Берлин, където дядо му има фабрика за часовници. Майка му, Катарина Пауернфейнд, е родена в Залцбург. Лудвиг Болцман получава начално образование при частен учител в дома на родителите си. Той се записва в гимназията в Линц, Горна Австрия. Когато е на 15-годишна възраст, баща му умира.
Болцман записва физика във Виенския университет (1863). Негови професори са Лошмид, Йозеф Стефан. Получава докторска степен през 1866 г. под ръководството на Стефан. Дисертацията му е върху кинетичната теория на газовете. През 1867 г. е избран за доцент, след като работи още две години като асистент на Стефан, който го запознава с работите на Джеймс Максуел.

### Научна кариера
През 1869 г., на 25-годишна възраст, благодарение на препоръката на Стефан, Болцман е избран за професор по математическа физика в Университета в Грац. През 1869 г. прекарва няколко месеца в Хайделберг, работейки с Роберт Бунзен и Лео Кьонигсбергер, а през 1871 г. в Берлин с Густав Кирхоф и Херман Хелмхолц. През 1873 г. Болцман се премества във Виенския университет като професор по математика и остава там до 1876 г.
През 1872 г., много преди момичетата да бъдат допуснати в австрийските университети, Болцман среща Хенриете фон Айгентлер, амбициозна учителка по математика и физика в Грац. Тя не може да посещава лекциите дори като слушател. Болцман ѝ дава съвет да изпрати официална молба, която е удовлетворена. На 17 юли 1876 г. Болцман и Хенриете сключват брак. Имат три дъщери и двама сина. Болцман се връща в Грац, за да поеме катедрата по експериментална физика. Негови студенти в Грац са Сванте Арениус и Валтер Нернст. В Грац той прекарва 14 щастливи години. Тук развива своята статистическа концепция за природата. През 1885 г. Болцман е избран за член на Кралската австрийска академия на науките, през 1887 г. е ректор на Университета в Грац, а през 1888 г. става член на Кралската шведска академия на науките.
Болцман е избран за ръководител на катедрата по теоретична физика в Университета в Мюнхен (Бавария) и заминава за Германия през 1890 г. През 1893 г. той заема мястото на своя учител Йозеф Стефан като професор по теоретична физика във Виенския университет.

### Последни години
През последните години от живота си Болцман полага много усилия, за да докаже своите теории. Среща остра съпротива сред своите колеги във Виена особено след като Ернст Мах, който не вярва в реалното съществуване на атомите, става професор по философия и история на науката през 1895 г. През същата година Георг Хелм и Вилхелм Оствалд представят своето виждане, че енергията, а не материята е водещ компонент във Вселената. Започналият дебат върху атомните теории е твърде неприятен за Болцман. По тази причина през 1900 г. той се премества в Университета в Лайпциг по покана на Вилхелм Оствалд. Оствалд предлага на Болцман ръководството на катедрата по физика, която е овакантена след смъртта на Густав Хенрих Видеман. След пенсионирането по болест на Мах, Болцман се връща във Виена през 1902 г. През 1903 г. той е един от инициаторите и основателите на Австрийското математическо дружество. Негови възпитаници са Карл Пшибрам, Паул Еренфест и Лизе Майтнер.
Във Виена Болцман преподава не само физика, но и философия. Лекциите му са много популярни и посещавани от значителен брой слушатели. Неговата първа лекция има огромен успех. Въпреки че е проведена в най-голямата лекционна зала, слушателите има и по стълбището. Заради големия успех на Болцмановите философски лекции, австрийският император дава прием в негова чест в двореца.
През 1906 г. по време на лятна ваканция в Дуино, близо до Триест, в пристъп на депресия, Болцман се самоубива. Майтнер разказва, че Болцман и друг път е имал тежки пристъпи на депресия. Погребан е във Виена, а на надгробната му плоча е изписано S = kB ln W. След смъртта на Болцман наследник на катедрата по физика във Виена става Фридрих Хазеньохрл.

## Философия
Болцмановата кинетична теория за газовете предполага съществуването на атоми и молекули, но повечето германски философи и много учени като Ернст Мах и физико-химика Вилхелм Оствалд не вярват в тяхното съществуване. През 1890-те години Болцман се опитва да намери компромисно решение, което да даде възможност на атомисти и неатомисти да работят във физиката без да спорят върху атомите. Неговото решение е да се използва теорията на Херц. Така атомистите ще могат да мислят, че картините са реални атоми, докато антиатомистите биха могли да ги разглеждат като добър, но нереален модел. Но това не може напълно да сближи двете групи. След това Оствалд и защитниците на „чистата термодинамика“ полагат много усилия да опровергаят кинетичната теория за газовете и статистическата механика заради Болцмановото допускане за съществуването на атоми и молекули и специално статистическата интерпретация на втория закон.
Около началото на XX век Болцмановата теория е атакувана с други философски възражения. Някои физици, сред които и студентът на Мах, Густав Йоуман, интерпретират Херц в смисъл, че цялото електромагнитно поведение е непрекъснато. Все едно че няма атоми и молекули и като че ли цялото физическо поведение е в основата си електромагнитно. Това философско течение дълбоко депресира Болцман около 1900 г., тъй като може да означава край на неговата кинетична теория и статистическа интерпретация на втория закон на термодинамиката.
След оставката на Мах във Виена през 1901 г., Болцман се връща и решава да се посвети на философски теми, за да може сам да опровергае философските възражения на своята физика. Скоро обаче отново е обезкуражен. През 1904 г. на физическа конференция в Сейнт Луис повечето физици изглежда като че ли отхвърлят атомите и той дори не е поканен от физическата секция. Болцман отива в секция, наречена „приложна математика“, откъдето атакува философията.
През 1905 г. Болцман си кореспондира обширно с австро-германския философ Франц Брентано с надеждата да усвои по-добре философията, но отново е разочарован. През следващата 1906 година неговото умствено състояние дотолкова се влошава, че той се отказва от заемания пост. Самоубива се през септември същата година по време на почивка със съпругата и дъщеря си близо до Триест, Италия.

## Приноси във физиката
Най-важните приноси на Болцман са в областта на кинетичната теория на газовете – разпределението на Максуел-Болцман за скоростите на молекулите в даден обем газ. Статистиката на Максуел-Болцман е в основата на класическата статистическа механика. Тя е валидна за всички явления, за които квантовите ефекти могат да бъдат пренебрегнати, и дава забележително ясно разбиране за понятието температура.
По онова време, малко физици – сред които все пак са Максуел и Гибс – са вярвали в атомната теория. Болцман спори дълги години с редактора на престижно германско физично списание, който отказва на Болцман правото да се позовава на атомната теория, по-точно да ѝ придава физичен смисъл, не уточнявайки, че това трябвало да бъде само удобен теоретичен модел. Само няколко години след смъртта на Болцман, изследванията на Жан Перен на колоидални суспензии потвърждават стойността на числото на Авогадро и константата на Болцман, убеждавайки съвременните физици в правилността на атомната теория.
Според Макс Планк „Логаритмичната връзка между ентропия и вероятности е изказана за пръв път от Л. Болцман в неговата кинетична теория на газовете“. Знаменитата формула за ентропията {\displaystyle S} гласи (с означенията на Болцман):
{\displaystyle S=k\,\ln W},
където {\displaystyle k} = 1.3806505(24) × 10−23 J K−1 е константата на Болцман. {\displaystyle W} идва от немското Wahrscheinlichkeit, честотата, с която термодинамична система е в дадено състояние, или по-точно, броят възможни микросъстояния, в които може да бъде система с дадено макросъстояние.

## Уравнение на Болцман
Болцман въвежда своето уравнение, за да опише динамиката на идеалния газ:

{\displaystyle {\frac {\partial f}{\partial t}}+v{\frac {\partial f}{\partial x}}+{\frac {F}{m}}{\frac {\partial f}{\partial v}}={\frac {\partial f}{\partial t}}\left.{\!\!{\frac {}{}}}\right|_{\mathrm {collision} }}.
където {\displaystyle f} е плътността на вероятността дадена частица да има определени положение и импулс (виж Разпределение на Максуел-Болцман), {\displaystyle F} е сила, {\displaystyle m} масата на една частица, {\displaystyle t} е времето, а {\displaystyle v} е средната скорост на частиците. Това уравнение точно описва динамиката на газовите частици, при дадени гранични условия. Давид Хилберт се опитва да даде аналитично решение на уравнението в продължение на много години, но без сериозен успех. През 2010 г. Филдсовият медал е присъден на Седрик Вилани за приноса му към решаването на уравнението.